# Melanocamenta bicolorata
Melanocamenta bicolorata är en skalbaggsart som beskrevs av Moser 1924. Melanocamenta bicolorata ingår i släktet Melanocamenta och familjen Melolonthidae. Inga underarter finns listade i Catalogue of Life.